# تامباخ-دیت‌هارتس
شهر تامباخ-دیت‌هارتس (به آلمانی: Tambach-Dietharz) در ایالت تورینگن در کشور آلمان واقع شده است.